# I'm Still Livin'
Albums de Z-Ro
Let the Truth Be Told
(2005) Power
(2007)
I'm Still Livin' est le dixième album studio de Z-Ro, sorti le 7 novembre 2006, alors que le rappeur était incarcéré pour possession de drogue.
L'album s'est classé 14e au Top R&B/Hip-Hop Albums.

## Liste des titres
| No  | Titre                                         | Contient un (des) sample(s) de                               | Durée |
| --- | --------------------------------------------- | ------------------------------------------------------------ | ----- |
| 1.  | City Streets                                  |                                                              | 5:27  |
| 2.  | Continue 2 Roll (featuring Tanya Herron)      | Ashley's Roachclip des Soul Searchers True de Spandau Ballet | 3:33  |
| 3.  | True Hero Under God                           |                                                              | 3:44  |
| 4.  | One Deep                                      |                                                              | 4:22  |
| 5.  | M16 (featuring P.O.P. et Trae)                |                                                              | 4:32  |
| 6.  | Remember Me (featuring Bun B et P.O.P.)       |                                                              | 4:12  |
| 7.  | Keep On                                       |                                                              | 3:49  |
| 8.  | What's Goin' On?                              |                                                              | 3:38  |
| 9.  | Let the Truth Be Told (featuring Lil' KeKe)   |                                                              | 3:48  |
| 10. | Man Cry                                       | I Seen a Man Die de Scarface                                 | 4:30  |
| 11. | No More Pain                                  |                                                              | 3:24  |
| 12. | I'm Still Livin' (featuring Trae et Big Hawk) |                                                              | 3:57  |
| 13. | Homey, Lover, Friend                          |                                                              | 3:56  |
| 14. | Love Ain't Live                               |                                                              | 4:05  |
| 15. | Battlefield (featuring Tanya Herron)          | Love Is a Battlefield de Pat Benatar                         | 4:20  |